# Warren Kidd
Warren Lynn Kidd  (nacido el 9 de septiembre de 1970 en Harpersville, Alabama) es un exjugador de baloncesto estadounidense. Con 2,05 metros de estatura, jugaba en la posición de pívot.

## Trayectoria
- High School. Vincent, Alabama.
- 1989-1993: Middle Tennessee Blue Raiders
- 1993-1994: Philadelphia Sixers. Firma como agente libre.
- 1994-1995: Valencia Basket
- 1995-1996: CB Sevilla
- 1996-1998: Olimpia Milano
- 1998-2000: Pallacanestro Virtus Roma
- 2000-2001: Joventut Badalona
- 2001-2002: CB Gran Canaria
- 2002-2003: Olimpia Milano